# Leandro Pereira Silva
Leandro Miguel Pereira Silva (Castelo de Paiva, Portugal, 4 de mayo de 1994), más conocido como Leandro Silva, es un futbolista portugués. Juega de centrocampista y su equipo es el Académica de Coimbra de la Terceira Liga.

## Clubes
| Club                             | País           | Año       |
| -------------------------------- | -------------- | --------- |
| F. C. Oporto "B"                 | Portugal       | 2013-2017 |
| Académica de Coimbra (cedido)    | Portugal       | 2015-2016 |
| F. C. Paços de Ferreira (cedido) | Portugal       | 2016-2017 |
| Académica de Coimbra (cedido)    | Portugal       | 2017      |
| AEL Limassol F. C.               | Chipre         | 2017-2021 |
| Académica de Coimbra (cedido)    | Portugal       | 2019-2020 |
| F. C. Arouca (cedido)            | Portugal       | 2020-2021 |
| F. C. Arouca                     | Portugal       | 2021-2022 |
| Hapoel Haifa F. C.               | Israel         | 2022      |
| U. D. Leiria                     | Portugal       | 2023-2024 |
| Al-Jandal S. C.                  | Arabia Saudita | 2024      |
| Académica de Coimbra             | Portugal       | 2024-     |

## Palmarés

### Títulos nacionales
| Título         | Club               | País   | Año  |
| -------------- | ------------------ | ------ | ---- |
| Copa de Chipre | AEL Limassol F. C. | Chipre | 2019 |